# All Ashore (album)
All Ashore è il quinto album in studio del gruppo americano Punch Brothers, pubblicato il 20 luglio 2018. La band ha annunciato l'uscita dei primi singoli dell'album It's All Part of the Plan e della strumentale Three Dots and a Dash il 14 giugno 2018. L'album è stato autoprodotto dalla band ed è stato pubblicato dall'etichetta Nonesuch Records. Le nove canzoni sono state scritte e registrate nella sequenza della tracklist presso lo studio United Sound di Los Angeles, California.  L'album ha ricevuto recensioni generalmente favorevoli dalla critica.
Il sostegno dei membri votanti ai Grammy ha portato a una nomination ai Grammy Award e All Ashore ha vinto il Grammy Award per il miglior album folk al 61 ° Grammy Awards il 10 febbraio 2019.

## Storia della produzione
Dopo l'uscita del loro album del 2015 The Phosphorescent Blues, la band ha girato 23 città degli Stati Uniti prima di prendere una pausa programmata. Nell'ottobre 2016 il frontman dei Punch Brothers Chris Thile è diventato l'ospite del programma radiofonico settimanale Live from Here (ex A Prairie Home Companion) che presentava un segmento ricorrente della "canzone della settimana". Thile ha pubblicato dieci di queste canzoni nell'album solista di dicembre 2017 Thanks For Listening.
Il violinista dei Punch Brothers Gabe Witcher ha prodotto diversi album durante la pausa, tra cui l'album solista del marzo 2017 del suonatore di banjo dei Punch Brothers Noam Pikelny Universal Favorite the Wrong Ways e l'album di maggio 2018 della band di recente formazione degli Hawktail, il bassista dei Punch Brothers Paul Kowert, Unless.
La scrittura e la registrazione delle canzoni di All Ashore sono avvenute in sequenza, con il membro della band Gabe Witcher che ha descritto il processo come "In tal modo siamo stati davvero in grado di costruire la narrazione, musicalmente e nei testi, durante l'intero processo". La registrazione è avvenuta presso lo studio United Sound di Los Angeles, California.

## Tracce
1. All Ashore – 7:05
2. The Angel of Doubt – 5:14
3. Three Dots and a Dash – 4:27
4. Just Look at This Mess – 5:10
5. Jumbo – 3:35
6. The Gardener – 4:59
7. Jungle Bird – 3:56
8. It's All Part of the Plan – 3:37
9. Like It's Going Out of Style – 5:13

### Singoli Spotify
1. Jumbo - Recorded at Spotify Studios NYC – 3:35
2. Let It Happen (Tame Impala cover) - Recorded at Spotify Studios NYC – 3:30